# Luta de dedos do pé
Luta de dedos do pé é um desporto individual criado em 1976 em um pub de Derbyshire, no Reino Unido.
Ele é regido pela Federação Mundial da Luta de Dedos do Pé (World Toe Wrestling Federation, em inglês), que organiza anualmente o campeonato mundial da categoria.
Basicamente, é uma queda de braço com os dedos do pé, disputado numa melhor de 3. O oponente tenta forçar os dedos de seu adversário para baixo.